# Club Atlético Tapalqué
El Club Atlético Tapalqué más conocido como Atlético Tapalqué es un club con futbol ubicado en la localidad de Tapalqué, en la zona central de la provincia de Buenos Aires, Argentina. Participa en la Liga de Futbol de Azul. El club cuenta con jugadores de futbol en todas sus categorías, desde infantiles hasta una primera división femenina y masculina. Además se practican distintas disciplinas tanto deportivas como recreativas como tenis, con dos canchas de polvo ladrillo, handball, hockey y cancha de bochas en la sede social. 

## Sede
La sede social se ubica sobre la Avenida Belgrano al 107 entre la calle Sarmiento y la Avenida 9 de Julio de la ciudad de Tapalqué.

## Estadio
El equipo de la institución se entrena y participa de los torneos en el Campo de Deportes Pedro Bordenave ubicado en la intersección de la avenida 9 de Julio y José A. Petruzzi. Se están haciendo refacciones en el predio con la colaboración del municipio y el aporte constante de los socios.

## Jugadores reconocidos
El jugador más conocido que pasó por la institución: Franco mastantuono que actualmente es jugador del real Madrid f.c